# Dol Guldur
Dol Guldur es una localización ficticia que forma parte del legendarium creado por el escritor británico J. R. R. Tolkien y que aparece en sus novelas El Silmarillion, El Hobbit y El Señor de los Anillos. Se trata de la fortaleza en la que Sauron se estableció alrededor del año 1100 de la Tercera Edad del Sol, situada en el Gran Bosque Verde, que desde entonces y debido a ello pasó a ser conocido como Bosque Negro.

## Historia
Es una fortaleza en la que se establece el Nigromante en el año 1100 de la Tercera Edad del Sol. Las causas para que el Nigromante se estableciera allí es que aquella parte del Gran bosque verde estaba deshabitado, porque los Elfos del Bosque vivían en grandes palacios al norte y los hombres de Rhovanion tenían miedo de adentrarse en sus profundidades.
La llegada del Nigromante a Dol Guldur ensombrece el Gran Bosque Verde, que es desde entonces llamado el Bosque Negro. El poder del Nigromante atraía criaturas de la oscuridad, como orcos y huargos, e incluso otras criaturas de los tiempos antiguos, como arañas que provenían de Ephel Dúath y que probablemente descendían de Ungoliant. Los árboles se corrompieron y el aire pasó a estar cargado de malicia y maldad. Todas estas criaturas poco a poco fueron atacando a los elfos que vivían en el interior del bosque.
Dol Guldur sobrevivió durante años, ya que durante la Tercera edad los pueblos libres recibieron algunos ataques desde el sur, desde el norte o plagas, lo que hizo que consideraran el problema con el Nigromante un asunto menor. Los Elfos del Bosque por sí solos no podían vencer al poder del Nigromante, que se hacía mayor día tras día, tanto que el Concilio Blanco pensó que el Nigromante era uno de los Nueve que había regresado. Entonces Gandalf decidió entrar en Dol Guldur, dónde descubrió que el Nigromante era en verdad Sauron, quien había hecho prisionero a Thráin II y le había arrebatado el último de los Siete anillos de los Enanos.
A finales del segundo milenio de la Tercera Edad del Sol, Dol Guldur fue asaltada por los sabios  y Sauron fue expulsado, pero la fortaleza no fue destruida. Años después, cuando Sauron reveló su poder en Mordor, envió tres Nazgûl a recuperarla, uno de los cuales era Khamûl el Oriental, que a partir de ese momento sería el lugarteniente de Dol Guldur. Durante la Guerra del Anillo, Dol Guldur atacó tres veces el reino de Lothlórien, así como a los elfos silvanos del Bosque Negro, y fue la responsable de la Batalla de la Ciudad de Valle. Después de los ataques, los Elfos de Lothlórien, comandados por Celeborn y Galadriel, quienes no presentaban a las fuerzas de Sauron desde la caída de Eregion, una edad atrás, destruyeron la fortaleza de Dol Guldur. Galadriel destruyó la gran torre y, desde entonces, el bosque se liberó de las sombras. Finalmente, el Bosque se repartió entre las razas que habitaban sus alrededores, es decir, entre los elfos y las gentes de Rhovanion.

### El Hechicero de Dol Guldur
El título «Hechicero de Dol Guldur», ostentado por la sombra dirigente de esta fortaleza en el Bosque Negro, se refiere, por tanto, a dos antagonistas diferentes de los Elfos y los Hombres durante la Tercera Edad del Sol: uno es Sauron, el maia, y posteriormente Khamûl, uno de los más poderosos entre los Nazgûl, segundo en poder después del Rey Brujo de Angmar.

## Amon Lanc
Cuando el Gran Bosque Verde se convirtió en dominio de Sauron, hasta el punto de ser rebautizado como el Bosque Negro; este edificó una fortaleza en Amon Lanc llamada Dol Guldur. Ubicada en la región suroccidental del Bosque Negro, la colina era denominada por los Elfos Silvanos como Amon Lanc, palabra sindarin que significaba “La Colina Desnuda”; compuesta por el sustantivo Amon, plural Emyn: “colina”, raíz AM; y lanc: “desnuda”, en el sentido de “despejado” “descubierto”; raíz probable, *LAT. Llamada así, “(...) porque en su cima no crecían árboles...” En la Segunda Edad del Sol los Elfos Silvanos de Oropher, padre de Thranduil, habitaron las tierras altas que rodean a la colina; pero “(...)Mucho antes de la Guerra de la Última Alianza, Oropher, Rey de los Elfos silvanos al este del Anduin, alarmado por los rumores del creciente poder de Sauron, abandonó sus antiguas moradas en torno a Amon Lanc...”

## Etimología
Dol Guldur es un nombre Sindarin que significa “La Colina de la Hechicería”, nombre compuesto por Dôl: “cabeza”, que “(...)a menudo se aplica a 'colinas' y montañas, como en Dol Guldur, Dolmed, Mindolluin...”; raíz NDOL. Y Guldur, palabra compuesta por: Gûl, que significa “magia”, y dûr, que significa “Oscuro”, haciendo referencia al tipo de “magia” de la que era capaz el Señor Oscuro. La raíz de la que procede la palabra Gul: ÑGOL, significa “(...)conocimiento, sabiduría y tradición...” y definía, originalmente a los Noldor (en Quenya Noldo, y en Sindarin Golodh); pero define, también a Gûl, que “(...)se empleaba sobre todo para designar el conocimiento secreto...”

## Adaptaciones

### Games Workshop
El grupo empresarial Games Workshop, en su juego El Señor de los Anillos, el juego de batallas estratégicas sacó un suplemento inspirado en todos los hechos que ocurrieron en Dol Guldur. El suplemento es llamanado La caída del Nigromante, en su título se refería a Sauron. En este suplemento sacaron miniaturas nuevas inspiradas en los personajes del Nigromante, Khamûl el Oriental, castellanos de Dol Guldur o crearon nuevos atributos de héroes actualizados a aquella época, como Galadriel o Glorfindel. También trae nuevos escenarios y guías de pintura.

### La batalla por la Tierra Media II: el resurgir del Rey Brujo
En el juego de ordenador o Xbox 360, El Señor de los Anillos: La batalla por la Tierra Media II, Dol Guldur aparece como un icono de una edificación impenetrable del mal. En el final de la campaña del bien hay un escenario llamado «Asalto a Dol Guldur» en el cual hay que destruir Dol Guldur.

### El Señor de los Anillos online: el asedio de Mirkwood
En el juego de ordenador The Lord of the Rings Online Dol Guldur aparece en la que es su segunda expansión, El asedio de Mirkwood, tanto como parte de su trama principal en forma de batalla épica llevada a cabo por orden de Celeborn y Galadriel, como en misiones de batalla en las que se puede llegar a encontrar al Señor de los Nazgûl.

### Trilogía cinematográfica deEl hobbit
En la película El hobbit: un viaje inesperado de Peter Jackson, adaptación cinematográfica de la primera parte de la novela, Dol Guldur es representado como un lúgubre castillo en ruinas en lo alto de una colina. Radagast el Pardo se desplaza a él a investigar sobre un misterioso poder oscuro que está corrompiendo el bosque, y descubre en su interior a un malvado ser, el Nigromante, cuya presencia comunica luego a Gandalf el Gris. Esta adaptación parece sugerir que Dol Guldur es una construcción anterior a la presencia de Sauron allí, ya que el manifiesto estado de ruina del enclave no concuerda con su homólogo literario, que había sido edificado muy poco tiempo antes. En la segunda parte de la trilogía, El hobbit: la desolación de Smaug, vemos a Gandalf entrando a Dol Guldur, donde intenta deshacer un hechizo que hace que la fortaleza entera parezca que está en ruinas y abandonada, ocultando un ejército de Orcos que se encuentran en él. Luego, Gandalf se enfrenta con el Nigromante en un duelo mágico, pero es vencido en gran medida por el Nigromante, revelando su verdadera fuerza y su identidad como Sauron. En el tercer film, El hobbit: la batalla de los Cinco Ejércitos, Galadriel, Elrond y Saruman entran en Dol Guldur, donde rescatan a un malherido Gandalf, y luego batallan contra los Nazgûl. Radagast saca a Gandalf de Dol Guldur para que se recupere, y Galadriel usa su poder para expulsar a Sauron de Dol Guldur. Al final, Elrond dice que se debe buscar a Sauron para destruirlo de una vez por todas, pero Saruman dice que él mismo va a ir a buscarlo para enfrentarse a él.